# بيت الفقية (حالمين)

تعديل مصدري - تعديل

بيت الفقية هي إحدى قرى عزلة حبيل الريدة بمديرية حالمين التابعة لمحافظة لحج، بلغ تعداد سكانها 59 نسمة حسب تعداد اليمن لعام 2004.